# Neue Magdeburger Zeitung
Die Neue Magdeburger Zeitung war eine von Oktober 1878 bis Juni 1879 erscheinende liberale Tageszeitung für die preußische Provinz Sachsen.

## Geschichte
Die Haltung der Magdeburger Zeitung bei der Reichstagswahl 1878 hatte bei den politisch gemäßigten Bevölkerungskreisen so viel Anstoß erregt, dass daraus der Gedanke entstanden war, eine neue große Tageszeitung für die Provinz Sachsen von unabhängiger Stellung und freisinniger Tendenz zu gründen, deren Sitz die Stadt Magdeburg sein sollte. Daher wurde für den 28. August 1878 eine Gründungsversammlung in Eitels Local in der Magdeburger Apfelstraße einberufen. Dort wurde ein Ausschuss unter Leitung des Bürgermeisters Blüthgen aus Schönebeck gebildet und beschlossen, eine Aktiengesellschaft zu gründen und die Neue Magdeburger Zeitung ab 1. Oktober 1878 herauszugeben. Damit sollte die bisherige Alleinherrschaft der Magdeburger Zeitung auf dem Markt gebrochen werden. Der Fabrikant und Landtagsabgeordnete Rudolf Stengel aus Staßfurt entwarf das Statut der Aktiengesellschaft Neue Magdeburger Zeitung und warb um Beteiligungen.
Die politische Leitung der Zeitung übernahm Rechtsanwalt Peter Kloeppel in Berlin, als ehemaliges Mitglied des Reichstages und des preußischen Abgeordnetenhauses von 1873 bis 1876. Verantwortlicher Redakteur war Hugo  Dinckelberg aus Magdeburg. Die Redaktion nahm ihren Sitz im Haus Hasselbachstraße 1.
Bereits im Juni 1879 stellte die Neue Magdeburger Zeitung ihr Erscheinen ein, nachdem auf einer außerordentlichen Generalversammlung am 12. Juni 1879 die definitive Liquidation der Aktiengesellschaft beschlossen wurde. Der Verleger des Magdeburger General-Anzeigers Eduard Hamm erklärte sich bereit, ab 1. Oktober 1879 seinen General-Anzeiger mit liberaler Tendenz, ähnlich dem Aachener Generalanzeiger, herauszugeben.

## Quelle
- Landesarchiv Sachsen-Anhalt, MD, H Stolberg-Wernigerode, Kammer Wernigerode Rep. Reg. A II Nr. 27